# Czesław Bielecki
Czesław Bielecki (ur. 3 maja 1948 w Warszawie) – polski architekt, publicysta i polityk, doktor nauk technicznych, działacz opozycji antykomunistycznej w PRL, w latach 1997–2001 poseł na Sejm III kadencji i przewodniczący Komisji Spraw Zagranicznych. Kawaler Orderu Orła Białego.

## Życiorys

### Młodość i wykształcenie
Urodził się w Warszawie w zasymilowanej rodzinie inteligencji żydowskiej.
Absolwent VII Liceum Ogólnokształcącego im. Juliusza Słowackiego w Warszawie. W 1973 ukończył studia na Wydziale Architektury Politechniki Warszawskiej. W 1997 uzyskał stopień doktora nauk technicznych w zakresie architektury i urbanistyki na Wydziale Architektury Politechniki Krakowskiej na podstawie rozprawy pt. Gra w miasto.
Jako architekt pracował i odbywał staże zawodowe we Francji, Izraelu i RFN. W 1984 założył i zaczął prowadzić firmę architektoniczną „Dom i Miasto”.

### Działalność w okresie PRL
Działał w opozycji demokratycznej. W 1968 brał udział w wydarzeniach marcowych, został aresztowany za próby koordynowania protestu studentów Politechniki i Uniwersytetu Warszawskiego. W latach 1970–1979 był członkiem konspiracyjnej grupy „Polska Walcząca”. a w latach 1979–1980 Polskiego Porozumienia Niepodległościowego.
W 1979 rozpoczął współpracę z paryską „Kulturą”, publikując tekst Wolność w obozie. Regularnie pisywał w tym czasopiśmie do końca lat 90. Materiały opozycji antykomunistycznej przekazywał do Francji poprzez zorganizowaną przez siebie sieć kurierów. Publikował liczne artykuły w prasie podziemnej, w okresie opozycyjnym posługiwał się pseudonimem Maciej Poleski.
Od 1980 należał do NSZZ „Solidarność”. Zasiadał w Komisji Kultury MKZ Regionu Mazowsze. Po wprowadzeniu stanu wojennego ukrywał się. Zaangażował się w działalność wydawnictw podziemnych: był współautorem Małego Konspiratora, publikował m.in. w „Tygodniku KOS” i „Tygodniku Solidarność”. W latach 1982–1989 był założycielem i szefem Wydawnictwa CDN. Dwukrotnie aresztowany: w maju 1983, a następnie w kwietniu 1985, oskarżony o próbę obalenia ustroju. Za drugim razem został zwolniony po około jedenastu miesiącach. W trakcie osadzenia, domagając się przyznania mu statusu więźnia politycznego, prowadził głodówkę, podczas której był przymusowo karmiony. We Francji powstał wówczas komitet działający w jego obronie. W 1989 Czesław Bielecki uczestniczył w Konferencji Praw Człowieka w Leningradzie, organizowanej przez radzieckich opozycjonistów.

### Działalność w III RP
W latach 1990–1995 jako doradca prezydenta Lecha Wałęsy zasiadał w Radzie ds. Stosunków Polsko-Żydowskich oraz kierował Zespołem ds. Reformy Administracji Publicznej. W 1992 był doradcą w rządzie Jana Olszewskiego. W 1995 założył Komitet Stu, przekształcony następnie w partię Ruch Stu. W latach 1997–2001 sprawował mandat posła na Sejm III kadencji, wybranego w okręgu warszawskim z listy Akcji Wyborczej Solidarność. Przewodniczył Komisji Spraw Zagranicznych.
W 2001 wraz z pozostałymi działaczami Ruchu Stu przystąpił do PPChD. W tym samym roku bez powodzenia ubiegał się o reelekcję. Później należał do SKL-RNP, następnie wycofał się z bieżącej polityki i powrócił do pracy zawodowej w ramach swojej pracowni architektoniczno-budowlanej.
W wyborach samorządowych w 2010 był bezpartyjnym kandydatem z ramienia Prawa i Sprawiedliwości na prezydenta Warszawy, zajmując 2. miejsce z wynikiem 23,16%. W październiku 2015 został członkiem Narodowej Rady Rozwoju powołanej przez prezydenta Andrzeja Dudę.
Należał do Stowarzyszenia Wolnego Słowa. Został również członkiem Stowarzyszenia Architektów Polskich, Stowarzyszenia Pisarzy Polskich, PEN Clubu. W 2021 objął funkcję prezesa Fundacji Konsens. Jest inicjatorem utworzenia w Warszawie SocLandu (Muzeum Pamięci Komunizmu). Autor felietonów z cyklu Na własny rachunek – najpierw publikowanych we „Wprost”. później w tygodniku „Uważam Rze”.
Zaprojektował m.in. gmach Telewizji Polskiej przy ul. Jana P. Woronicza 17. Budynek otrzymał w 2008 antynagrodę architektoniczną Makabryła. Zaprojektował również pomnik Radegast oraz pomnik Polaków Ratujących Żydów w Łodzi.

## Życie prywatne
Ma trzech synów. Jego żona Maria Twardowska zmarła w 2004. Jest związany ze scenarzystką Iloną Łepkowską.

## Odznaczenia
W 2006 został odznaczony przez prezydenta Lecha Kaczyńskiego Krzyżem Komandorskim Orderu Odrodzenia Polski.
W 2019, w uznaniu znamienitych zasług w krzewieniu ideałów wolności, demokracji i poszanowania praw człowieka w Polskiej Rzeczypospolitej Ludowej, za działalność publiczną i państwową, prezydent Andrzej Duda nadał Czesławowi Bieleckiemu Order Orła Białego.

## Publikacje
- Mały konspirator (1983, wraz z Janem Krzysztofem Kelusem i Urszulą Sikorską)
- Mały jawniak (1988)
- Gra w miasto (1996)
- Plan akcji (1997)
- Głowa (2003)
- Więcej niż architektura. Pochwała eklektyzmu (2005)
- Wizja Polski (2007)
- Scenarzysta (2009)
- Wolność zrób to sam (2010)
- Polityka miejska (2011, wraz z Krzysztofem Banaszewskim)
- Godzina pytań czyli Szansa na dialog społeczny (2011)
- Sztuka budowania: współczesny paradygmat (2013)
- Jest alternatywa (2014)
- Głowa. Instrukcja użytkowania (2016)
- Archikod (2021)